# 凯尔图·尼斯卡宁
凯尔图·尼斯卡宁（芬蘭語：Kerttu Niskanen，1988年6月13日—），芬兰女子越野滑雪运动员。她曾代表芬兰参加2014年、2018年和2022年冬季奥林匹克运动会越野滑雪比赛，共获得三枚银牌和一枚铜牌。